# Thermonectus sibleyi
Thermonectus sibleyi är en skalbaggsart som beskrevs av Goodhue-mcwilliams 1981. Thermonectus sibleyi ingår i släktet Thermonectus och familjen dykare. Inga underarter finns listade i Catalogue of Life.